# فيكتور ميراندا
فيكتور ميراندا (بالإسبانية: Víctor Miranda) (27 يوليو 1982 في بنما - ) هو لاعب كرة قدم بنمي في مركز الدفاع. شارك مع منتخب بنما لكرة القدم. أما مع النوادي، فقد لعب مع نادي جامعة كوستاريكا ‏ وSan Francisco F.C. ‏ وAlianza F.C. (Panama) ‏ وسبورتينغ سان ميغيليتو وC.D. Pan de Azúcar ‏ ونادي ديبورتيفو أراب يونيدو ونادي تاورو ‏.

## وصلات خارجية
- فيكتور ميراندا على موقع إي إس بي إن إف سي (الإنجليزية)
- فيكتور ميراندا على موقع قاعدة بيانات كرة القدم.إي يو (الإنجليزية)
- فيكتور ميراندا على موقع ناشيونال فوتبول تيمز (الإنجليزية)
- فيكتور ميراندا على موقع Soccerway.com (الإنجليزية)
- فيكتور ميراندا على موقع عالم كرة القدم.نت (الإنجليزية)